# Вазар-Бакур II
Вараз-Бакур II (груз. ვარაზ-ბაკურ I, лат. Aspacures, Аспакур) — царь Иберии с ок. 363—365 (342—364 по Вахушти), второй сын Мириана III и Наны Иберийской.
Его имя, записанное современником историком Аммианом Марцеллином (XXVII 12. 16), очевидно, представляет собой латинизированную интерпретацию Вараз-Бакура из поздних, раннесредневековых грузинских летописей. Согласно Аммиану, шах Шапур II установил его на должности после свержения его племянника Саурмага II.
Умер в 365 году. Трон унаследовал его сын Митридат III.

## История

### Ранние годы
В детстве Бакур был взят в заложники римским императором Константином I Великим, но когда царь иберийский царь Мириан III обратился в христианство, Константин Великий вернул Бакура в Грузию, и отправил царю Мириану письмо, в котором, среди прочем, было написано: — «Я уже не нуждаюсь в заложниках, но достаточно, чтобы Христос заступился между нами и предстательством Бога-Творца да будем в братолюбии друг к другу».
Мириана III завещал своему сыну Бакуру:
```
— «Везде, где ты найдёшь идола 
огнепоклонников
, сожги его огнём; умоли свою главу Сыну Божию и веди его вперед крестом честного, побеждай врагов, почитай 
столп животворящий
, вознесённый, и когда уснёшь навеки, будь твёрдо верующим 
Троицы
».
```

Тогда царь Мириан принёс сына своего Бакура. Царь Бакур был таким же христолюбивым, как и его отец. Он продолжал обращать в христианство тех горцев, которые не обратились при его отце.

### Приход к власти
Ещё при жизни их отца, старший брат Бакура — Рев II, женатый на Саломее, дочери армянского царя Трдата III, унаследовал юго-восточные провинции Кахетию. После смерти Рева, Саломея попыталась при поддержке армян посадить на престол своего сына Трдата, племянника Бакура. Чтобы устранить своего соперника, Бакур заключил союз с Сасанидами и своим иранским зятем (мужем его сестры), губернатором Рани Фирузом. При посредничестве византийцев и персов Бакур победил оппозицию, и заставил своих племянников подписать документ о том, что, пока жив потомок царя Бакура, наследники его брата Реви не будут претендовать на царство. После этого он отдал Кахетию во владение своим племянникам и наградил их титулом эристави в Рустави.
Как известно, христианизация Иберии (в то время Шапур II (309-379) был шахом Ирана) не привела к каким-либо военным действиям со стороны Ирана за короткий промежуток времени. Бакуру удалось сохранить мирные отношения как с Римом, так и с Ираном. В 338 году, когда шах начал длительную войну с Арменией, подчинил Алванети[уточнить], но не дошел до земель Грузии, так как основная линия фронта была открыта по середине реки, в 363 году между Ираном и Римской империей было заключено новое перемирие. Этим перемирием стороны вернулись к условиям Нисибисского мирного договора (298), что означало, что Иберия оставалась под сферой римского влияния.

## Культурная деятельность
Бакар использовал период мира для укрепления христианства. Летописец Леонти Мровели приписывает ему обращение грузинских горцев и строительство Цилканского собора. В этом отношении показательно то, что летописец Леонти позже описывает его как «нечестивца и ненавистника веры»: этот термин подразумевал в то время религиозные симпатии к зороастризму, и обозначают также его проиранскую политическую ориентацию. Леонти действительно, затем продолжает рассказывать нам о том, что он стал вассалом Сасанидов, стал преследовать христиан и помогал персам в походах против Великой Армении.